# Barnacle Bill (filme)
Barnacle Bill é um filme de comédia dramática de 1941 dirigido por Richard Thorpe. Este foi o segundo de sete filmes da MGM com Beery e a atriz Marjorie Main.

## Sinopse
Bill Johansen é um velho pescador rabugento. Marge Cavendish é uma mulher apaixonada por ele. Bill não quer saber nada sobre Marge, entretanto, e constantemente tenta evitá-la. Além disso, ele também tem que lidar com Virginia, sua filha que ele descobriu recentemente.

## Elenco
- Wallace Beery como Bill Johansen
- Marjorie Main como Marge Cavendish
- Leo Carrillo como Pico Rodriguez
- Virginia Weidler como Virginia Johansen
- Donald Meek como Pop Cavendish
- Barton MacLane como John Kelly
- Connie Gilchrist como Mamie
- Sara Haden como Tia Letty
- William Edmunds como Joe Petillo
- Don Terry como Dixon
- Alec Craig como MacDonald
- Charles Lane como Leiloeiro (sem créditos)